# Axminster Town A.F.C.
Câu lạc bộ bóng đá Axminster Town là một câu lạc bộ bóng đá có trụ sở tại Axminster, Devon, Anh. Đội hiện là thành viên của South West Peninsula League Premier Division East và thi đấu tại Tiger Way ở Axminster, Anh.

## Lịch sử
Câu lạc bộ được thành lập vào năm 1903 và tham gia Perry Street Junior League. Đội đã vô địch giải đấu vào năm 1911-12, và lại là nhà vô địch trong ba mùa giải liên tiếp từ 1919-20 và 1921-22. Câu lạc bộ đã giành được Challenge Cup của liên đoàn vào các mùa giải 1922-23, 1939-40 và 1949-50. Đội lại là nhà vô địch giải đấu vào mùa giải tiếp theo, vào năm 1952 câu lạc bộ chuyển lên Division One của Exeter & District Senior League. Sau khi vô địch mùa giải 1952-53, đội được thăng hạng lên Premier Division.
Mùa giải 1958-59, Axminster xếp cuối Premier Division, và bị xuống hạng ở Division One. Năm 1972, họ trở lại Perry Street & District League. Câu lạc bộ từng vô địch Challenge Cup lần nữa vào các mùa giải 1979-80 và 1992-93, trước khi trở lại Devon & Exeter League (đổi tên) vào năm 2001, tham gia Senior Division Four. Họ đã thắng sư đoàn ngay lần thử đầu tiên, và được thăng hạng lên Senior Division Two. Câu lạc bộ đã vô địch giải đấu này vào mùa giải tiếp theo, thăng hạng lên Division One.
Axminsterđược thăng hạng mùa thứ tư liên tiếp trong mùa giải 2003-04, chuyển lên Premier Division. Họ tiếp tục giành chức vô địch Premier Division vào mùa giải 2006-07, sau đó trở thành thành viên sáng lập của Division One East của South West Peninsula League. Câu lạc bộ xếp cuối bảng vào mùa giải 2010-11 nhưng tránh xuống hạng. Mùa giải 2017-18 lần đầu tiên đội tham gia FA Vase. Sau khi giải đấu được tổ chức lại  vào cuối mùa giải 2018-19, câu lạc bộ được nâng lên thành Premier Division East.

## Sân vận động
Câu lạc bộ ban đầu chơi tại Gravelpit Lane. Năm 1921, đội mua một địa điểm tại Sector Lane, chơi cho đến khi chuyển đến Tiger Way vào năm 2015.

## Danh hiệu
- Perry Street & District League
  - Vô địch Premier Division 1911-12, 1919-20, 1920-21, 1921-22, 1950-51
  - Vô địch Challenge Cup 1922-23, 1939-40, 1949-50, 1979-80, 1992-93
- Devon & Exeter League
  - Vô địch Premier Division 2006-07
  - Vô địch Senior Division One 1952-53
  - Vô địch Senior Division Two 2002-03
  - Vô địch Senior Division Four 2001-02
  - Vô địch Golesworthy Cup 2006-07[10]
  - Vô địch Seaton Challenge Cup 1948-49, 1949-50, 1953-54, 2005-06[11]
  - Vô địch Morrison Bell Cup 1919-20, 1922-23[12]
- Devon Intermediate Cup
  - Vô địch 1977-78, 1983-84, 1986-87, 1999-2000[13]
- East Devon Senior Cup
  - Vô địch 2005-06[14]
- Football Express Cup
  - Vô địch 1910-11, 1912-13[15]

## Kỉ lục
- Thành tích tốt nhất tại FA Vase: Vòng loại thứ nhất, 2017-18[8]